# Jean-Marie Blas de Roblès
Pour les articles homonymes, voir Blas et Robles.
Jean-Marie Blas de Roblès, né en 1954 à Sidi Bel Abbès dans les départements français d'Algérie, est un philosophe et écrivain français, lauréat du prix Médicis en 2008.

## Biographie
Jean-Marie Blas de Roblès naît en Algérie, alors française, avant que sa famille ne rentre en France et ne finisse par s'installer dans le Var. Après des études de philosophie à la Sorbonne et d'histoire au Collège de France, il part au Brésil enseigner et prend la direction de la maison de la culture française à Fortaleza.
Il reçoit en 1982 le prix de la nouvelle de l'Académie française pour La Mémoire de riz. La Chine populaire sera sa destination suivante et il aura le privilège de donner les premiers cours sur Jean-Paul Sartre et Roland Barthes à l'université de Tianjin. En 1987 paraît son premier roman L'Impudeur des choses, suivi du Rituel des dunes en 1989. Pendant ce temps, il enseigne à Palerme, en Italie, ou encore à Taïwan.
Au début des années 1990, il abandonne l'enseignement pour se consacrer à l'écriture et entamer son troisième roman qu'il met de nombreuses années à achever, Là où les tigres sont chez eux. Durant cette période, il publie essentiellement des essais ou des textes poétiques en revue.
À partir de 1986, il participe aux fouilles sous-marines de la Mission archéologique française en Libye. Il dirige actuellement la collection Archéologies qu'il a créée chez Edisud et qui vise à vulgariser l'archéologie. Il est également responsable de rédaction de la revue Aouras consacrée à la recherche archéologique sur l'Aurès antique.
En 2020, il publie un roman moins picaresque Ce qu'ici-bas nous sommes.
Le 5 juillet 2021, il reçoit le Grand prix de littérature de la Société des gens de lettres pour l'ensemble de son œuvre.

## Œuvre

### Romans et nouvelles
- 1982 : La Mémoire de riz et autres contes (nouvelles), éditions du Seuil Prix de la nouvelle de l'Académie française.
- 1987 : L'Impudeur des choses, éditions du Seuil
- 1989 : Le Rituel des dunes, éditions du Seuil ; rééd. Zulma, 2019
- 2008 : Méduse en son miroir (et autres textes), éditions Mare nostrum
- 2008 : Là où les tigres sont chez eux, éditions Zulma – Prix Médicis, grand prix Jean-Giono, prix du roman Fnac[5]
- 2010 : La Montagne de minuit, éditions Zulma – Grand prix Thyde-Monnier 2010[6]
- 2011 : La Mémoire de riz, éditions Zulma
- 2014 : L'Île du Point Némo, éditions Zulma, 462 p.  (ISBN 978-2-8430-4697-1)
- 2017 : Dans l'épaisseur de la chair, éditions Zulma
- 2020 : Ce qu'ici-bas nous sommes, éditions Zulma, 274 p.  (ISBN 978-2-8430-4971-2)
- 2022 : Le Livre noir des Mille et Une Nuits, éditions Le Cherche midi, 473 p.  (ISBN 978-2-7491-7393-1)

### Poésie
- 1983 : D'un Almageste les fragments : Périhélie, L'Alphée, no 10
- 1986 : D'un Almageste les fragments : Sur des ruines Le Chat bleu, cahier no 3
- 1990 : D'un Almageste les fragments : Pancrace, Bruno Grégoire, Seghers, coll. « Poésies aujourd'hui »
- 2006 : Alerte, catacombes, Le Mâche-Laurier, no 24
- 2015 : Hautes Lassitudes, Éditions Dumerchez

### Essais
- 1991 : Une certaine façon de se taire..., Quai Voltaire, no 3
- 1998 : What It Means to Be in the Forest (version française) Zingmagazine, volume 2, New York
- 1999 : Libye grecque, romaine et byzantine, Édisud
- 2003 : Sites et Monuments antiques de l'Algérie, avec Claude Sintes, Édisud
- 2004 : Vestiges archéologiques du Liban, avec Dominique Piéri et Jean-Baptiste Yon, Édisud-Librairie Antoine, coll. « Archéologies »
- 2011 : Sicile antique, avec Bernard Birrer et Hervé Danesi, Édisud, coll. « Archéologies »
- 2012 : Les Greniers de Babel : une lecture de Pieter Bruegel, "La Tour de Babel", 1568, éditions Invenit
- 2016 : En Libye sur les traces de Jean-Raimond Pacho, Plon, coll. « Terre humaine »

## Pour approfondir